# NGC 3147
NGC 3147 é uma galáxia espiral (Sbc) localizada na direcção da constelação de Draco. Possui uma declinação de +73° 24' 01" e uma ascensão recta de 10 horas, 16 minutos e 53,2 segundos. A galáxia NGC 3147 foi localizada a 130 milhões de anos-luz de distância e descoberta em 3 de Abril de 1785 por William Herschel.
Em 2019, O telescópio Espacial Hubble observou um disco fino inesperado de material envolvendo um buraco negro supermassivo no coração da galáxia.